# Finał Pucharu Polski w piłce nożnej 1983
Finał Pucharu Polski w piłce nożnej 1983 – mecz piłkarski kończący rozgrywki Pucharu Polski 1982/1983 oraz mający na celu wyłonienie triumfatora tych rozgrywek, który został rozegrany 22 czerwca 1983 roku na Stadionie XXXV-lecia PRL w Piotrkowie Trybunalski, pomiędzy Lechią Gdańsk a Piastem Gliwice. Trofeum po raz 1. wywalczyła Lechia Gdańsk, która uzyskała tym samym prawo gry w Pucharze Zdobywców Pucharów 1983/1984.

## Droga do finału
| Lechia Gdańsk      | Lechia Gdańsk | Runda       | Piast Gliwice             | Piast Gliwice |
| Przeciwnik         | Wynik         | Runda       | Przeciwnik                | Wynik         |
| ------------------ | ------------- | ----------- | ------------------------- | ------------- |
| Start Radziejów    | 3:2 pd.       | II runda    | MRKS Czechowice-Dziedzice | 4:1           |
| Olimpia Elbląg     | 2:1           | III runda   | Motor Praszka             | 2:1           |
| Widzew Łódź        | 1:1 (k. 5:4)  | 1/16 finału | Gwardia Warszawa          | 4:2           |
| Śląsk Wrocław      | 3:0 pd.       | 1/8 finału  | Bałtyk Gdynia             | 2:1           |
| Zagłębie Sosnowiec | 1:0           | Ćwierćfinał | Wisła Kraków              | 1:0           |
| Ruch Chorzów       | 0:0 (k. 3:1)  | Półfinał    | Lech Poznań               | 1:0           |

## Tło
W finale rozgrywek po raz trzeci w historii zmierzyły się ze sobą oba kluby spoza ekstraklasy: składająca się wówczas z młodych zawodników III-ligowa wówczas Lechia Gdańsk, która wówczas awansowała do II ligi w sezonie 1982/1983 oraz II-ligowy wówczas Piast Gliwice. Oba kluby sensacyjnie wygrały swoje mecze w półfinałach: drużyna Biało-Zielonych wyeliminowała po serii rzutów karnych 3:1 (0:0 po 120 minutach gry) ówczesnego lidera ekstraklasy, Ruch Chorzów, natomiast Piast Gliwice 1:0 obrońcę trofeum, a zarazem późniejszego mistrza Polski, Lecha Poznań.

## Mecz

### Przebieg meczu
Mecz odbył się 22 czerwca 1983 roku o godz. 17:00 na Stadion XXXV-lecia PRL w Piotrkowie Trybunalskim. Sędzią głównym spotkania był Edward Norek. Mecz był bardzo wyrównany. Wynik meczu został otwarty już w 9. minucie, kiedy po wykonaniu rzutu rożnego wykonanego przez zawodnika drużyny Biało-Zielonych, Dariusza Raczyńskiego, Krzysztof Górski przejął piłkę, potem niegroźnym pozornie strzałem w stronę bramki pokonał zasłoniętego bramkarza drużyny przeciwnej, Jana Szczecha.
Wkrótce Piast Gliwice przejęli inicjatywę, mając przez kilkanaście minut przewagę w grze, jednak ich nerwowość oraz dobra gra w bloku drużyny przeciwnej, stanęły na przeszkodzie realizacji ich celów. W 39. minucie zawodnik drużyny Biało-Zielonych, Marek Kowalczyk ograł w prosty sposób obrońcę drużyny przeciwnej, Jana Mirkę i na polu karnym zdobył gola na 2:0.
W 42. minucie natarcie zawodnika drużyny Piasta Gliwice, Andrzeja Sliza zostało w nieprzepisowy sposób zatrzymane i za podcięcie go przez Lecha Kulwickiego, Edward Norek podyktował rzut karny, którego wykorzystał kapitan Piasta Gliwice, Ryszard Kałużyński.
Potem było jeszcze kilka ciekawych okazji na zdobycie gola, jednak wynik meczu nie uległ zmianie.

### Szczegóły meczu
| 22 czerwca 1983 17:00 | Lechia Gdańsk · Górski 9' · Kowalczyk 39' | 2:1Raport | Piast Gliwice · 42' (k.) Kałużyński | Stadion XXXV-lecia PRL, Piotrków Trybunalski Widzów: 17 000 Sędzia: Edward Norek (Kraków) |
|                       |                                           |           |                                     |                                                                                           |

| Lechia Gdańsk:      |  |                   |  |     |
|                     |  |                   |  |     |
| BR                  |  | Tadeusz Fajfer    |  |     |
| OB                  |  | Andrzej Marchel   |  |     |
| OB                  |  | Lech Kulwicki     |  |     |
| OB                  |  | Andrzej Salach    |  |     |
| PO                  |  | Dariusz Raczyński |  |     |
| PO                  |  | Zbigniew Kowalski |  | 40' |
| PO                  |  | Dariusz Wójtowicz |  |     |
| PO                  |  | Jacek Grembocki   |  |     |
| NA                  |  | Marek Kowalczyk   |  |     |
| NA                  |  | Krzysztof Górski  |  |     |
| NA                  |  | Ryszard Polak     |  | 65' |
| Zmiany:             |  |                   |  |     |
| PO                  |  | Roman Józefowicz  |  | 40' |
| NA                  |  | Jarosław Klinger  |  | 65' |
| Trener:             |  |                   |  |     |
| Jerzy Jastrzębowski |  |                   |  |     |

| Piast Gliwice:   |  |                     |  |     |
|                  |  |                     |  |     |
| BR               |  | Jan Szczech         |  |     |
| OB               |  | Henryk Pałka        |  |     |
| OB               |  | Ryszard Kałużyński  |  |     |
| OB               |  | Adam Wilczek        |  |     |
| OB               |  | Jan Mirka           |  |     |
| PO               |  | Andrzej Sliz        |  |     |
| PO               |  | Marcin Żemajtis     |  |     |
| PO               |  | Zbigniew Żurek      |  |     |
| PO               |  | Marian Czernohorski |  |     |
| NA               |  | Marek Majka         |  |     |
| NA               |  | Marian Brzezoń      |  | 76' |
| Zmiany:          |  |                     |  |     |
| NA               |  | Henryk Tkocz        |  | 76' |
| Trener:          |  |                     |  |     |
| Teodor Wieczorek |  |                     |  |     |

| Puchar Polski w piłce nożnej 1982/1983 Zwycięzcy |
| ------------------------------------------------ |
| Lechia Gdańsk 1. Tytuł                           |

## Po meczu
Lechia Gdańsk triumfowała w rozgrywkach, będąc tym samym pierwszą drużyną z trzeciej klasy rozgrywkowej triumfującą w tych rozgrywkach. Dla trenera Piasta Gliwice, Teodora Wieczorka był ostatnim meczem w karierze trenerskiej.